# Quesnoy Farm Military Cemetery
Quesnoy Farm Military Cemetery is een Britse militaire begraafplaats met gesneuvelden uit de Eerste Wereldoorlog. Ze ligt in de Franse gemeente Bucquoy (Pas-de-Calais) aan een landweg in het veld op 3.5 km  ten noordwesten van het centrum (Église Saint-Pierre). De begraafplaats werd ontworpen door William Cowlishaw en heeft een rechthoekig grondplan met een oppervlakte van 315 m². Ze wordt omsloten door een ruwe natuurstenen muur. Vanaf de weg leidt een pad van 27 meter naar de toegang dat bestaat uit een metalen hekje in de zuidelijke hoek . Het Cross of Sacrifice staat in de zuidoostelijke hoek op een stenen sokkel met rustbank.  
De begraafplaats telt 59 geïdentificeerde Britse slachtoffers die allen sneuvelden tussen 25 maart en 25 april 1918. 
De begraafplaats wordt onderhouden door de Commonwealth War Graves Commission. 

## Geschiedenis
Bucquoy werd op 17 maart 1917 door de 7th Division ingenomen en was tijdens het Duitse lenteoffensief in maart en april van 1918 het toneel van hevige gevechten. De begraafplaats werd in april 1918 aangelegd. Na de wapenstilstand werden er Franse en Duitse graven toegevoegd, maar deze werden in 1923 overgebracht naar andere begraafplaatsen.

## Onderscheiden militairen
- Thomas Lines, onderluitenant bij de Lancashire Fusiliers werd onderscheiden met het Military Cross en de Distinguished Conduct Medal (MC, DCM).
- W.S. Simms, sergeant bij de Lancashire Fuliliers werd onderscheiden met de Military Medal (MM).